# Увеїт
Увеїт — запалення середньої (судинної) оболонки ока, яка складається з хоріоідеї (choroidea), циліарного тіла (corpus ciliaris) і райдужної оболонки (iris). Скловидне тіло також може втягуватись у запальний процес. Часто є симптомом багатьох хвороб.

## Класифікація
Анатомічна класифікація (за місцем ураження):
- Передній увеїт є запалення передньої частини судинної оболонки ока, передусім, райдужної оболонки і циліарного м'яза. Якщо запальні клітини виявляються тільки в передній камері ока, він називається іритом, якщо присутні клітини і за кришталиком, в тому числі в передній частині скловидного тіла називається іридоциклітом. Іридоцикліт може супроводжуватися набряком жовтої плями і диску зорового нерву.
- Проміжний увеїт уражає середню частину судинної оболонки ока. Найбільша кількість вільних клітин запалення знаходиться при цьому у скловидному тілі (вітрит), а в передній камері ока кількість запальних клітин може бути незначною.
- Задній увеїт передбачає зміни (інфільтрацію запальними клітинами) в сітківці і хоріоідеї. Хвороби, в залежності від ураження, називаються ретинітом (уражається тільки сітківка), хоріоїдитом (уражається тільки хоріоідеа) і хоріоретиніт (уражається як сітківка, так й хоріоідеа).
- При панувеїті у всіх трьох частинах судинної оболонки присутні клітини запалення, це однак не свідчить про тяжкість запального процесу.

Крім того увеїти поділяються на первинні та вторинні:
- Первинний увеїт має невідому етіологію (близько 40 % хворих). Також цю форму називали ендогенним чи ідіопатичним увеїтом.
- Вторинний увеїт розвивається приблизно у 60 % пацієнтів. Розвитку вторинного увеїту передують інші захворювання.

## Клінічні ознаки
Запалення задньої частини судинної оболонки або задній увеїт/панувеїт частіше призводить до стійкого зниження гостроти зору (прояви у гострому періоді: плаваючі плями, легкий туман перед очима) ніж при передньому увеїті, при якому на перший план виходять почервоніння очей. Пізніше з'являються: біль, відчуття чужорідного тіла, світлобоязнь, сльозотеча. Загалом діє правило: чим ближче до переднього відділу і до зовнішньої стінки локалізований увеїт, тим більше скарг у пацієнта.
Типовими змінами при передньому увеїті є почервоніння, біль, світлобоязнь; симптомами проміжного увеїту є вуаль і мушки перед очима на зовні білих очах; симптоми заднього увеїту можуть бути для пацієнта незначними (інфільтрація знаходиться поза місцем найкращого бачення) або нерухомі хмари в місці найкращого бачення.
Увеїт може, але необов'язково, розвиватися з обох сторін і не спеціалісти часто можуть сплутати його з кон'юнктивітом.
Увеїти у дітей з ревматичними хворобами можуть перебігати без типових проявів, залишатися непоміченими. Тому дітям з ревматичними захворюваннями одразу після встановлення діагнозу ревматизму має бути призначена консультація офтальмолога.

## Вторинні форми
Причиною вторинних форм є наявність в організмі збудника. Часто причину можна встановити лише після проведення спеціальних лабораторних аналізів. У всіх випадках призначають спочатку симптоматичне лікування. А після встановлення причини призначається відповідне етіотропне лікування.
Увеїти можуть відбуватися при хворобах, які спричинюють:
- Віруси
  - Оперізуючий герпес (вірус вітряної віспи—оперізуючого герпесу), який також спричинює прогресуючий зовнішній некроз сітківки при СНІДі
  - Цитомегаловірусна інфекція з ураженням сітківки
  - Простий герпес (гострий некроз сітківки) (вірус простого герпесу 1 і 2 типів, вірус вітряної віспи)
  - Вроджена краснуха
  - Лімфоцитарний хоріоменінгіт
- Найпростіші
  - Токсоплазмоз
- Гельмінти
  - Токсокароз
- Патогенні гриби
  - Хоріоїдальний пневмоцистоз
  - Гістоплазмоз
  - Кандидоз
  - Криптококовий хоріоїдит
- Бактерії
  - Туберкульоз
  - Проказа
  - Сифіліс
  - Хвороба Лайма
  - Єрсиніози (єрсиніоз кишковий, псевдотуберкульоз)

Запалення райдужної оболонки при інфікуванні цими мікроорганізмами не пов'язане з присутністю в очному яблуку збудника. Ірит нерідко є імунологічною реакцією на персистенцію мікроорганізму в інших органах та тканинах тіла, при чому інших клінічних ознак може не бути. Ірит виникає лише через деякий час після зараження, не відразу.
Увеїт може супроводжувати певні захворювання. Ці відомі асоціації не говорять про специфічну природу увеїту. Часто його причиною стає розвиток аутоімунних процесів.
- Спондилоартропатії
  - Анкілозуючий спондилоартрит
  - Реактивний артрит
  - Псоріатичний артрит
  - Ювенільний ревматоїдний артрит
- Запальні захворювання кишок
  - Виразковий коліт
  - Хвороба Крона
  - Хвороба Уіппла
- Захворювання нирок
  - Тубулоінтерстіціальний нефрит
  - IgA-гломерулонефрит
- Неінфекційні мультисистемні захворювання
  - Саркоїдоз
  - Хвороба Бехчета
  - Синдром Фогта-Коянагі-Харада

## Ревматичні захворювання
Запалення райдужної оболонки є типовим супутнім захворюванням запальних захворювань хребта. Запалення суглобів (артрит), сухожилкових піхов (тендовагініт) і травми сухожиль. Також типовим є розвиток увеїту при п'ятковому болю, а також при запаленні, травмі ахіллового сухожилля. Причина цього явища невідома.
Запалення райдужної оболонки при запальних захворюваннях хребта перебігає гостро, виникає раптово, супроводжується сильним почервонінням, болем і дуже значним зниженням зору.

## Лікування
Лікування увеїтів проводиться в залежності від тяжкості та перебігу. Часто використовують кортизонвмісні очні мазі, можливо, в поєднанні з безкортизоновими протизапальними препаратами у вигляді очних мазей або крапель.
З метою попередження утворення спайок між райдужною оболонкою і кришталиком використовують також краплі, що розширюють зіницю (мідріатики). При тяжкому запаленні райдужної оболонки необхідні ін'єкції кортизону в кон'юнктиву і/або прийом кортизону у таблетованому вигляді. Збереження зору іноді неможливе без застосування високих доз глюкокортикостероїдів. При повторних випадках захворювання може рекомендуватися тривале лікування низькими дозами кортикостероїдів і/або системна імуносупресивна терапія (метотрексат та ін.).
Якщо причиною увеїту є бактеріальний чинник проводиться тривала антибіотикотерапія достатньо високими дозами, в іншому разі можливий рецидив. Вибір антибіотиків залежить від збудника.
| захворювання | Це незавершена стаття про хворобу, синдром або розлад. Ви можете допомогти проєкту, виправивши або дописавши її. |

1. ↑  Disease Ontology — 2016.
2. ↑  NDF-RT
3. 1 2 3 4 5  Drug Indications Extracted from FAERS — doi:10.5281/ZENODO.1435999